# Jan Antonín Pitínský
Jan Antonín Pitínský, vlastním jménem Zdeněk Petrželka (* 30. října 1955 Gottwaldov), je český básník, spisovatel, dramatik a divadelní režisér. Žije v Brně, Luhačovicích, Zlíně a Praze. Za svoji práci byl již několikrát oceněn Cenou Alfréda Radoka, v říjnu 2007 též cenou Ministerstva kultury České republiky. V roce 2019 získal Cenu Martina Porubjaka.
Ve svých divadelních režiích původní autorův text sám literárně dotváří a upravuje.

## Život
Po vystudování gymnázia a Střední knihovnické školy v Brně vystřídal několik zaměstnání. V letech 1978 až 1980 byl inspicientem Divadla na provázku. Roku 1979 začal připravovat scénář z poezie ruských básníků s názvem Lyrická agrese a rok na to uskutečnil hru Pocta Dostojevskému na ulici Česká v Brně. Vše skončilo po 10 minutách, kdy účastníky zatkla policie a odvedla je na výslech. Po výslechu byl udělen všem účinkujícím i J. A. Pitínskému zákaz činnosti, proto odjel na tři 3 roky do podhůří Jeseníků, kde pracoval mimo divadlo. Poté se vrátil zpátky do Brna, kde začal formovat soubor Ochotnický kroužek s Petrem Osolsobě v Obvodním kulturním a vzdělávacím středisku na Šelepově ulici, a dali dohromady a začali zkoušet dramatizaci románu Amerika od Kafky. V této době si vytvořil pseudonym Jan Antonín Pitínský, kvůli svému zákazu činnosti. Pseudonym vznikl narychlo z vesnice Pitín, ze které pocházel jeho otec. V Ochotnickém kroužku napsal a poté i zrežíroval několik her.
Roku 1988 se Ochotnický kroužek dělil o prostor s HaDivadlem, s jehož souborem navázal dobrý vztah. Když se pak HaDivadlo přestěhovalo na Sukovu ulici, vznikl už pouze soubor HaDivadlo, kde se v roce 1990 J. A. Pitínský stal druhým režisérem souboru vedle Arnošta Goldflama a tím se stal profesionálním režisérem. Předtím, než nastoupil do Hadivadla, inscenoval s absolventským ročníkem činoherního herectví na JAMU hru Touha stát se indiánem od Franze Kafky. Poté s celým kolektivem HaDivadla dal dohromady prostor Kabinet Múz, kterému dal ducha a začal zkoušet autorskou hru Tutuguri, která měla premiéru 20. května 1991. Poté měl ještě několik dalších představení v HaDivadle do roku 1992, kdy kvůli osobním problémům soubor opustil. Začal hostovat po celé České i Slovenské republice.
V roce 1996 se vrátil do HaDivadla, kde začal zkoušet hru Jób, za kterou nakonec dostal cenu Alfréda Radoka.
Výběr inscenací: v Mahenově divadle Město plné prachu (1991) a Rosmersholm (2003), v pražském Divadle Na zábradlí mimo jiné Táňa, Táňa; Ritter – Dene – Voss; Divadelník; v Městském divadle ve Zlíně Osm a půl (a půl), Její pastorkyňa, Proces, Dialogy Karmelitek, Smrt Hippodamie, v HaDivadle v Brně Král Oidipús, Deadwood, v pražském Dejvickém divadle režíroval Sestru Úzkost a Spřízněné volbou, v Divadle v Dlouhé Kouzelný vrch, v plzeňském Divadle J. K. Tyla operu Dido a Aeneas, ve Slováckém divadle v Uherském Hradišti Gazdinu robu a Bratry Karamazovy, v Divadle Husa na provázku Evangelium svatého Lukáše, v pražském Národním divadle několik inscenací – poprvé v roce 1998 Bloudění od Jaroslava Durycha. 

## Dílo
- Ananas, medium-fox – thriller (1987)
- Matka (1988)
- Deska aneb Antonína Beneše cesta z Řídče do Brodku, na konec světa a zase zpátky (autor: Miloš Černoušek a J. A. Pitínský)
- Projekt a dálavy Kabinetu múz očima J. A. P. (uveden v prvním buletinu HaDivadla 5. května 1991)
- Pokojíček – divadelní hra (1993)
- Praha. Intimní deník hrdiny – próza (1993)
- Wolker a Bezruč. Kronika roku 1985 – román-deník (1995)
- Buldočina aneb Nakopnutá kára – divadelní hra (1995)
- Matka – sociální drama, Praha : Krystal : Divus, 1995, zpracováno jako rozhlasová hra, režie: Jan Antonín Pitínský, Český rozhlas Brno, 2013.[3]
- Jób – (1996)
- Ananas, Brno : Větrné mlýny, 1997
- Lulku tatíčkovi (2002) – sbírka básní
- Domácí potřeby (2024) – sbírka povídek

## Divadelní režie (výběr)
- Jan Antonín Pitínský: Tutuguri, HaDivadlo, 20.5.1991
- Bohuslav Reynek: Blázen jsem ve své vsi, Hadivadlo, premiéra 27.6.1991
- Witold Gombrowicz: Sňatek, HaDivadlo, premiéra 23.11.1992
- Jan Antonín Pitínský: Máj, prostory rakouského gloriettu pod hradbami Špilberku, premiéra 23.6.1992
- Bible a Joseph Roth: Jób, HaDivadlo, premiéra 9.11.1996
- Sofoklés: Král Oidipús, HaDivadlo, premiéra 7.11.1998
- Pete Dexter: Deadwood, HaDivadlo, premiéra 1.3.2001
- Jan Antonín Pitínský a kol.: Renata Kalenská, Lidové noviny, HaDivadlo, premiéra 15.4.2005
- Johann Wolfgang Goethe: Spříznění volbou: Do čela, či do prsou okénko, Dejvické divadlo, premiéra 2. listopadu 2006[4]
- Thomas Bernhard: Ritter, Dene, Voss, Divadlo Na zábradlí[5]
- Friedrich Schiller: Úklady a láska, Divadlo Na zábradlí[6]
- David Harrower: Nože ve slepicích, Divadlo Na zábradlí[7]
- A. a V. Mrštíkové: Maryša, Národní divadlo 1999
- R. Wagner: Tristan a Isolda, Národní divadlo 2000
- V. Vančura: Markéta Lazarová, Národní divadlo 2002
- L. Stroupežnický: Naši furianti, Národní divadlo 2004
- F. Šrámek: Zvony,  Národní divadlo 2006
- B. Němcová: Babička, Národní divadlo 2007
- J. Zeyer: Radúz a Mahulena, Národní divadlo 2009
- J. Topol: Konec masopustu, Národní divadlo 2011
- J. K. Tyl: Strakonický dudák, Národní divadlo 2013
- W. Shakespeare: Dobrý konec všechno spraví, Letní shakespearovské slavnosti 2018